# Nintendo Family Computer
Der Nintendo Family Computer (jap. ファミリーコンピュータ Famirī Konpyūta ‚Familiencomputer‘), kurz Famicom (ファミコン Famikon), ist eine stationäre Spielkonsole des japanischen Unternehmens Nintendo, die am 15. Juli 1983 in Japan veröffentlicht wurde und die japanische Version des Nintendo Entertainment System ist. Der Famicom erinnert optisch an das 1991 erschienene SNES, welches in Japan Super Famicom hieß. Zusätzlich gab es ein beliebtes Zusatzlaufwerk mit dem Namen Famicom Disk System.
Nintendo wollte die Konsole auch in den USA veröffentlichen, doch viele Unternehmen lehnten das Angebot ab. So entschied Nintendo sich, die Veröffentlichung ganz alleine zu übernehmen. Um die Geschäfte jedoch überhaupt dazu zu bringen, die Konsole anzubieten, musste Nintendo den Händlern versprechen, alle unverkauften Einheiten zurückzukaufen.
Nintendo bewarb die Konsole als Entertainment System (zu Deutsch etwa Unterhaltungssystem), um so den amerikanischen Markt anzusprechen. Außerdem wurde der Name von Famicom in Nintendo Entertainment System (NES) geändert. Das Design des NES unterscheidet sich allerdings erheblich vom Design des Famicom, es erinnert eher an die damals erhältlichen mausgrauen Geräte der Unterhaltungselektronik, wobei vor allem das Einlegen der Spielecartridges hinter einer Klappe nicht mehr an vergangene Videospielsysteme mit herausragenden Steckmodulen erinnern sollte.

## Unterschiede zum NES
Im Gegensatz zum NES stellt das Famicom einen sog. „Toploader“ dar. Dies bedeutet, dass die Module nicht frontal, sondern direkt auf den Pin-Connector gesteckt werden. Während das NES die Daten über Umwege an das Motherboard schickt, existiert hier eine direkte Verbindung. Das gefürchtete „Blinken“ ist somit dezimiert. Zum leichteren Austausch der Module ist mittig am Famicom ein Schieber montiert, der bei Betätigung das Spielmodul auswirft. Ein weiterer Grund für das Vorhandensein von Steckmodulen ist das Fehlen sämtlicher regionaler Beschränkungen. Sogenannte „Lock-Out-Chips“ wurden nicht verwendet. Dies ermöglicht auch heute noch eine fast fehlerfreie Nutzung der Konsole. Ebenfalls kann mithilfe einiger Adapter fast jedes amerikanische oder europäische Spielmodul genutzt werden. PAL-Versionen können somit bei Nichtanpassung in Originalgeschwindigkeit mit 60 Hz gespielt werden. Nur ein Bruchteil der Spiele, die in Europa veröffentlicht worden sind, verfügen über eine echte Anpassung an die PAL-Norm (zum Beispiel Zelda II, Super Mario Bros, Tetris). Da das ursprüngliche Famicom nur über einen Antennenausgang verfügt, sind zum Betrieb hierzulande Modifikationen nötig, um das NTSC-Signal in das hierzulande vorherrschende PAL-Format umwandeln zu lassen. Des Weiteren wird zum Betrieb ein passendes Netzteil benötigt, weil das originale Famicom-Netzteil nur für 100 Volt Netzspannung ausgelegt ist.
Beim Famicom sind die beiden Controller fest mit dem Gerät verkabelt und nur der erste Controller verfügt über jeweils einen START + SELECT Button. Im zweiten Controller ist hingegen ein Mikrofon fest eingebaut, welches in einigen wenigen Spielen Verwendung findet. Zusätzliche Controller sowie eine Unmenge an exotischem Zubehör lassen sich über den vorderen Expansionsport anschließen. Erst das 1993 erschienene New Famicom verfügt über die zwei vom NES bekannten Controlleranschlüsse an der Front. Der Expansionsport ist dabei auf die rechte Seite verlagert worden.

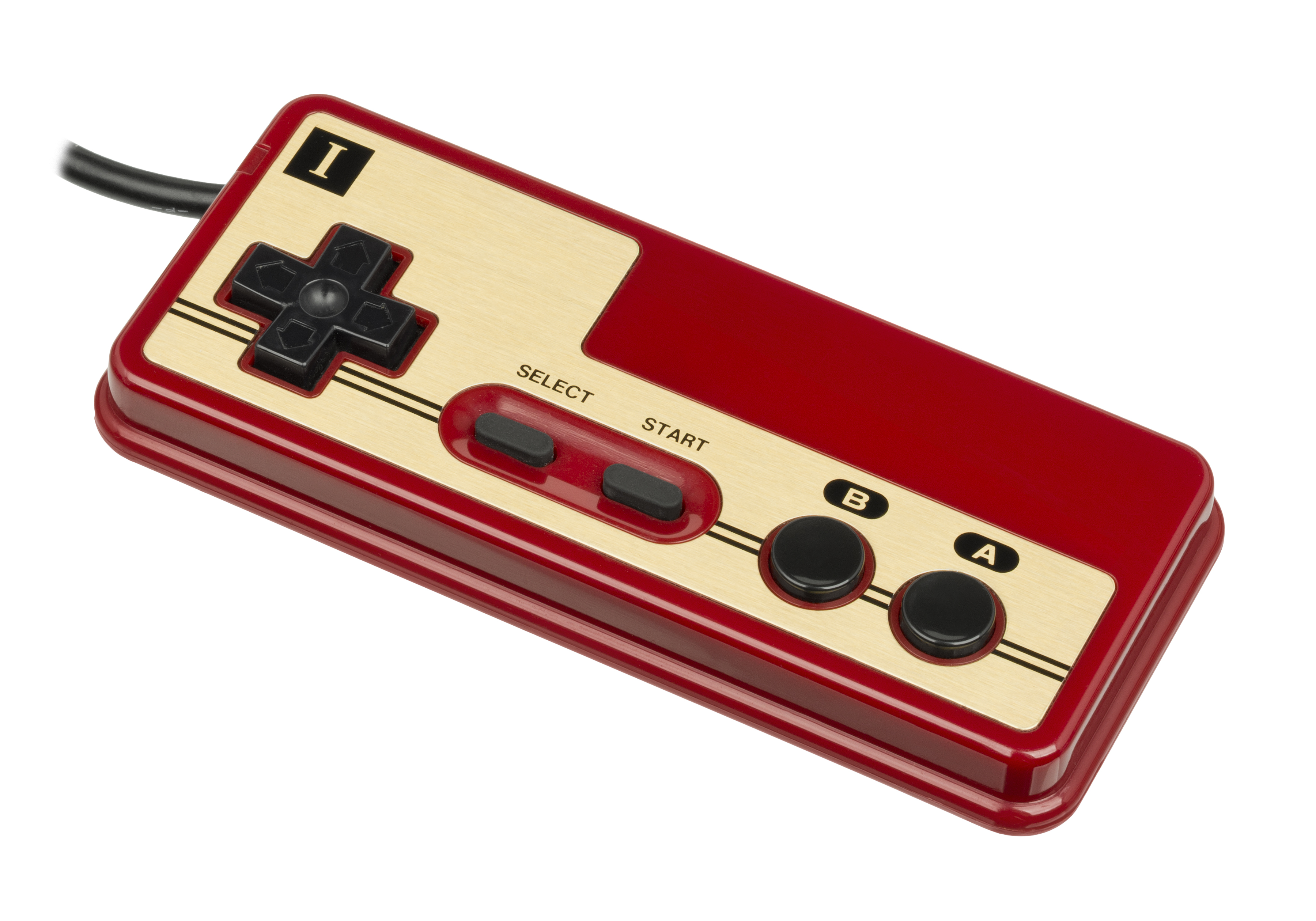
Famicom-Controller
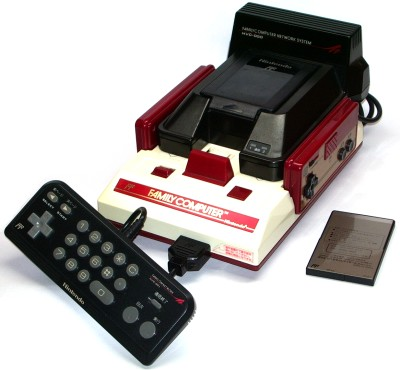
Famicom Network System
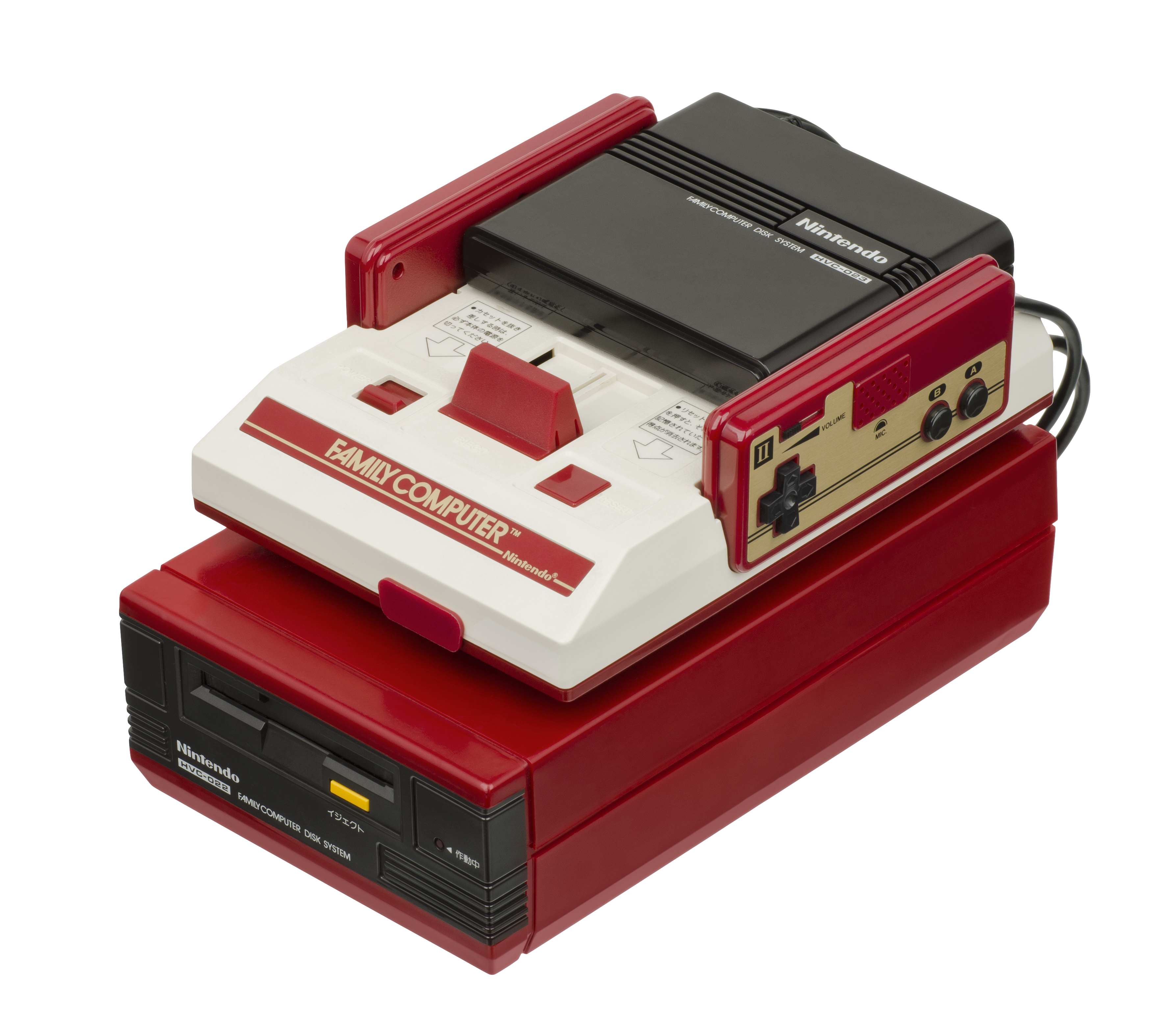
Famicom Disk System
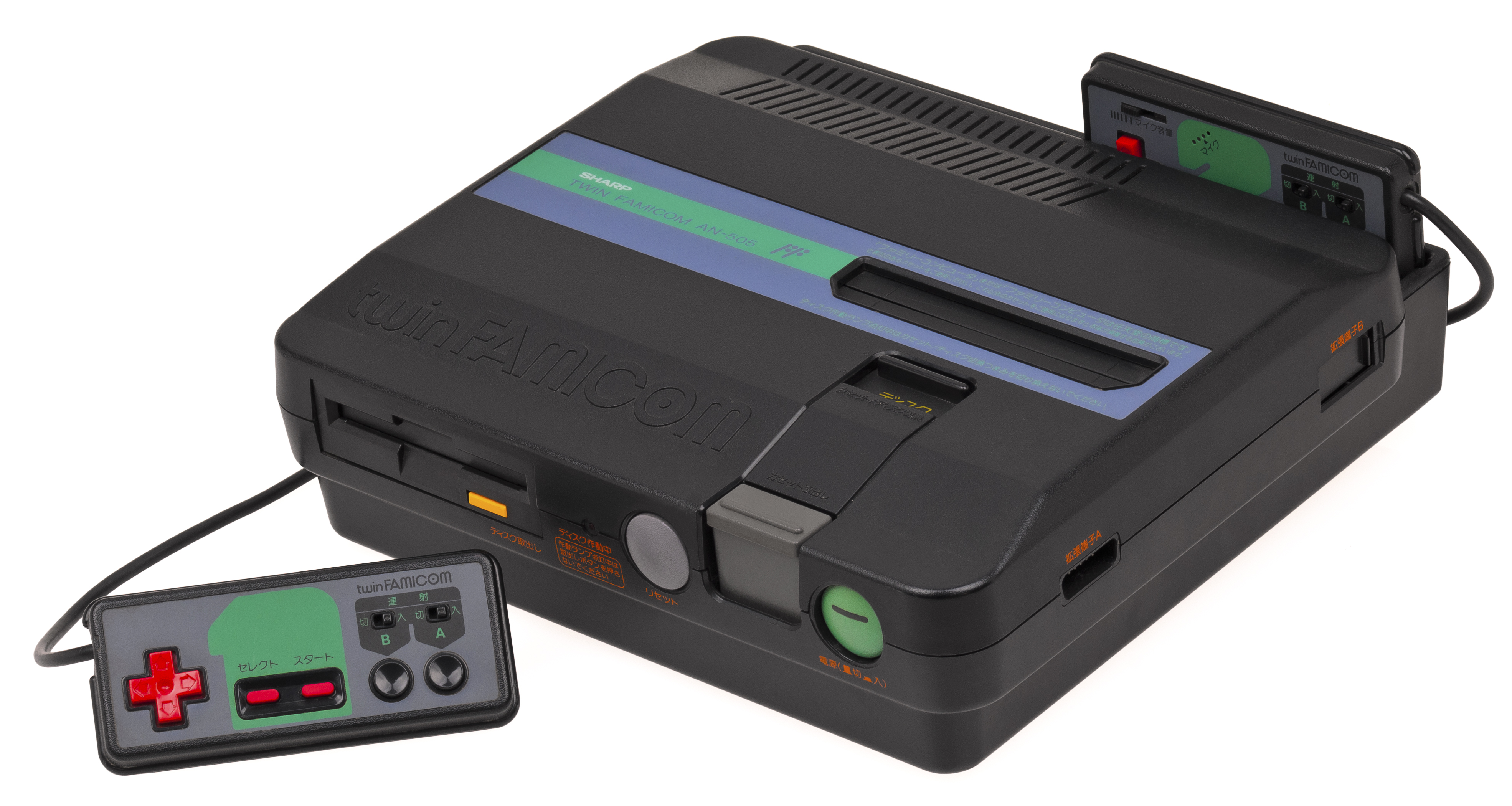
Sharp Twin Famicom
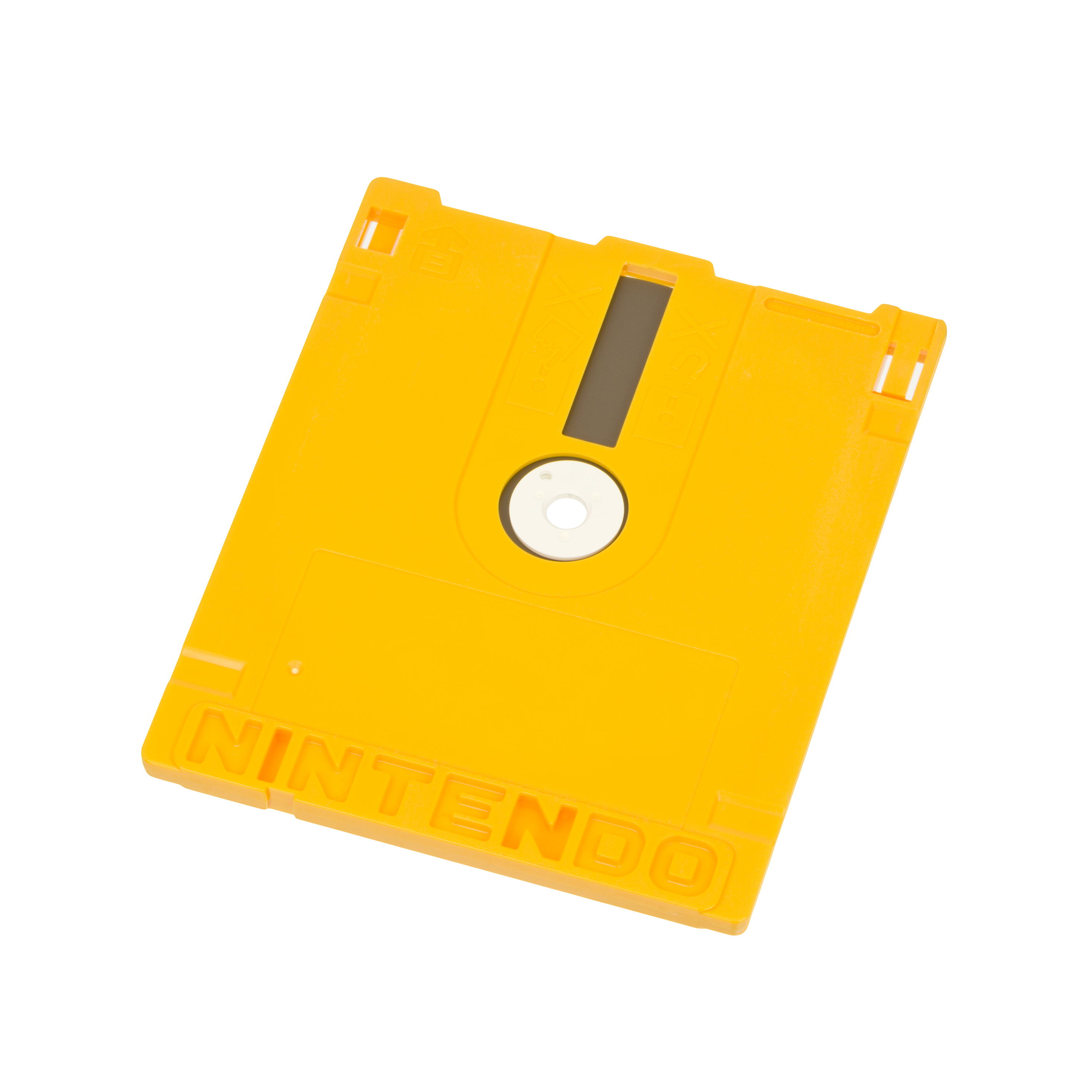
Famicom Disk-System Floppy
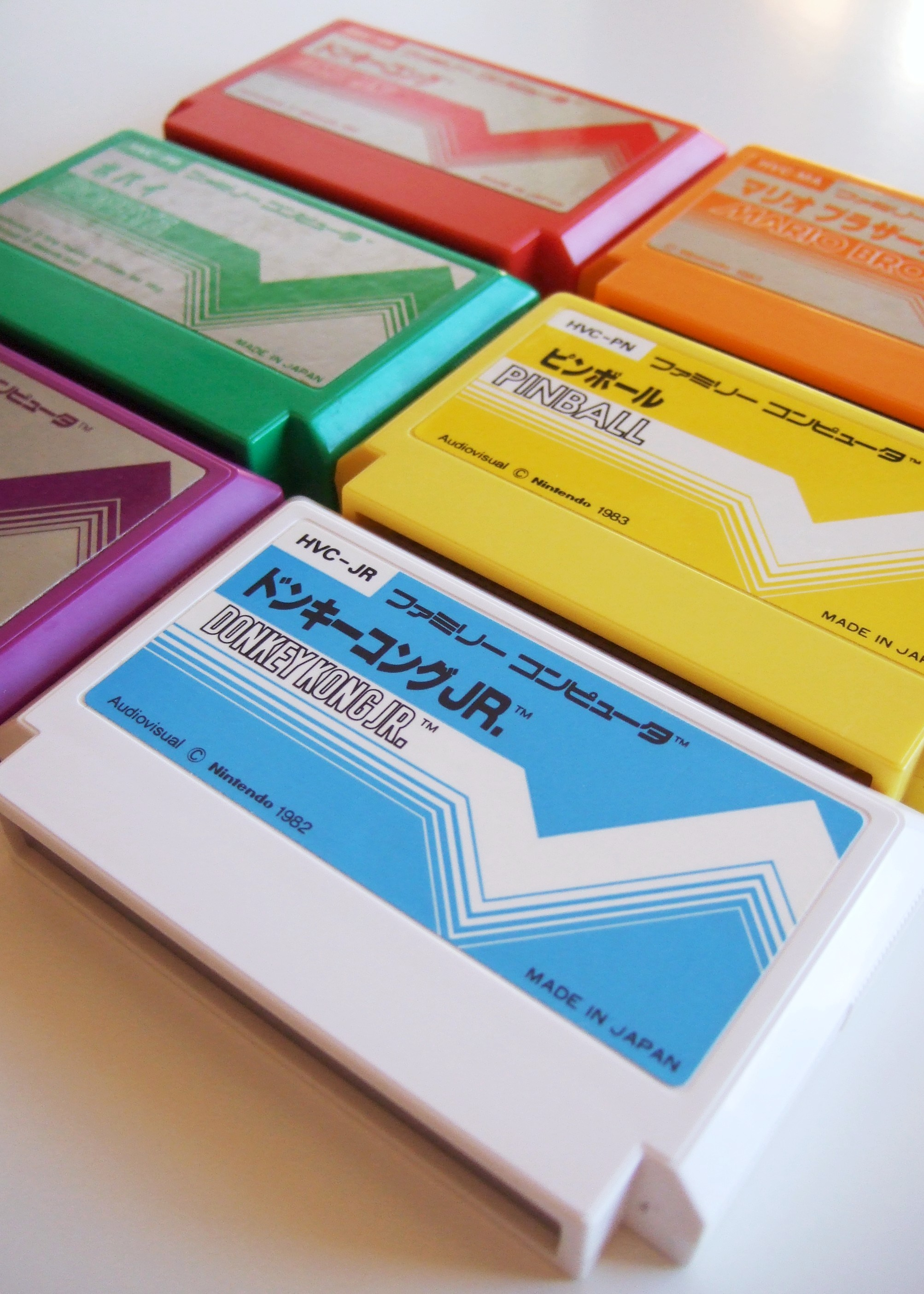
Famicom-Spielmodule
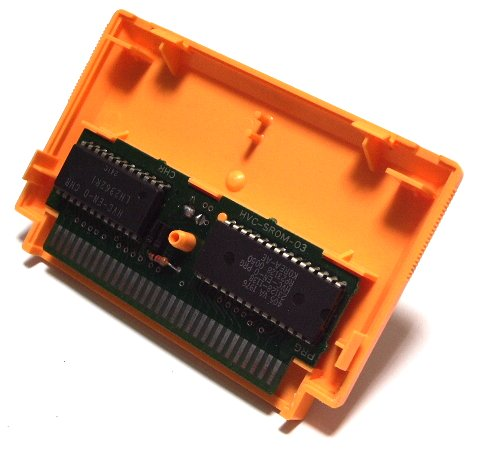
Geöffnetes Spielmodul
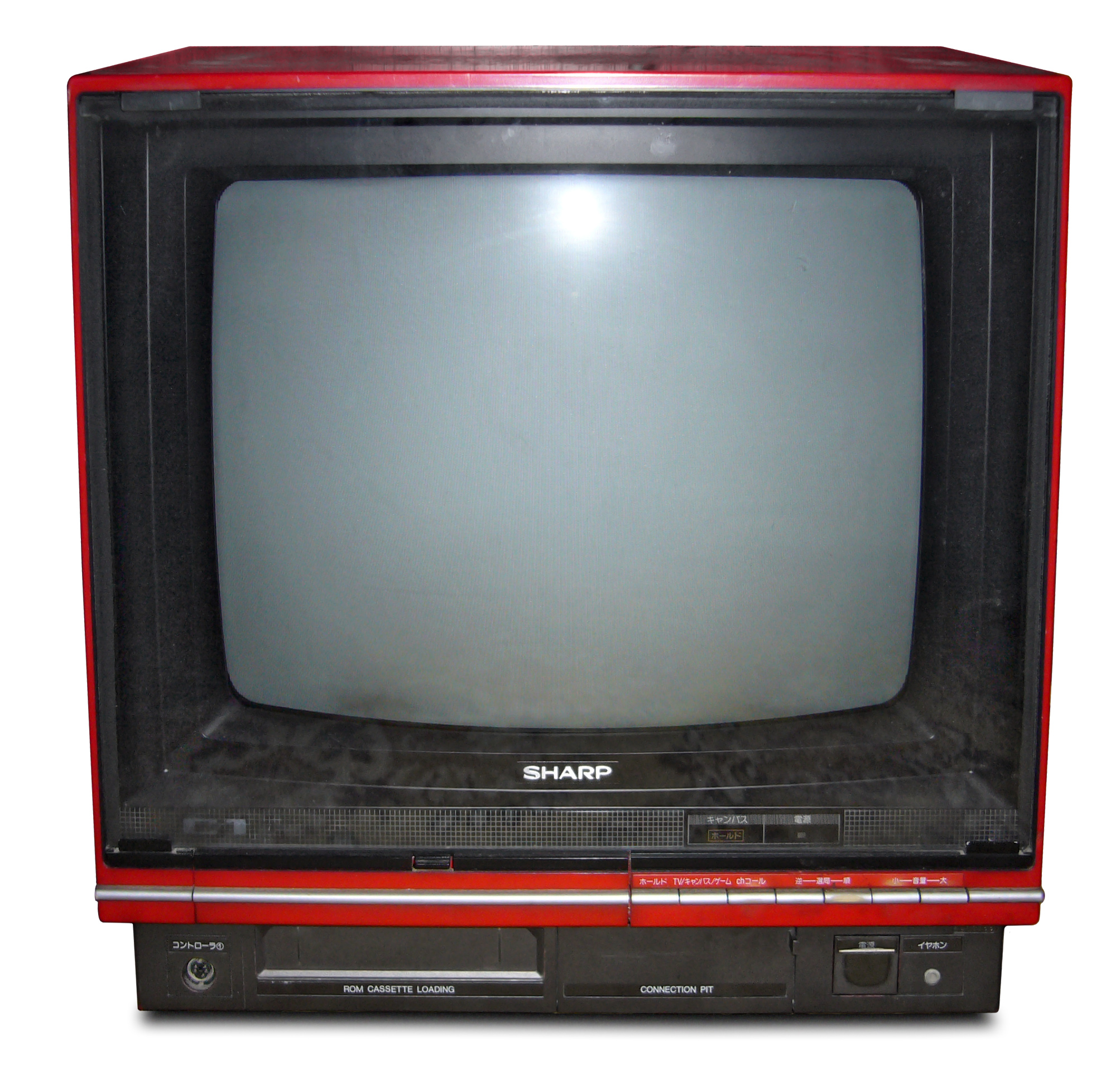
Röhrenfernseher Sharp C1 mit eingebautem Famicom